# Taha Basry
Pour les articles homonymes, voir Basry.
Taha Basry Bekheit Mukhtar dit Taha Basry, né le 2 octobre 1946 et mort le 2 avril 2014, est un footballeur puis entraîneur de football égyptien.

## Biographie
Milieu de terrain et international égyptien, il participe à la CAN 1970 que la sélection termine à la troisième place. Lors de cette compétition il inscrit un but contre la Guinée.

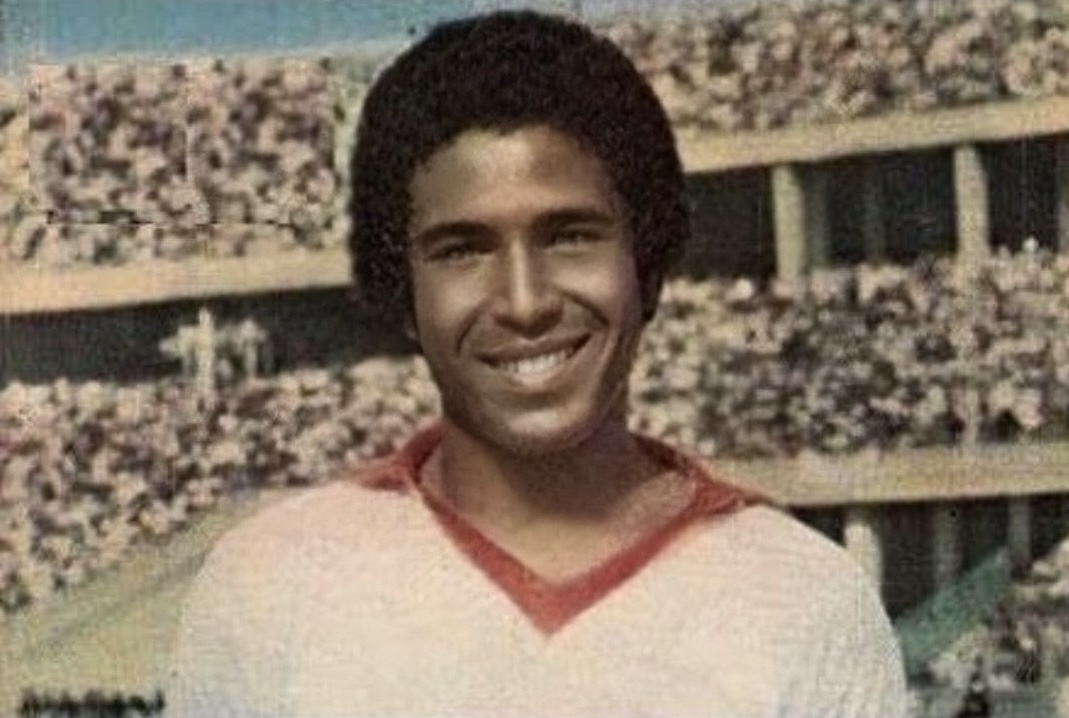
Taha Basry avec Zamalek en 1975

Il dispute également la CAN 1974, terminée également à la troisième place. Il marque 1 but lors de la compétition contre la Zambie.
Sélectionné pour la CAN 1976, il inscrit deux buts contre la Guinée et l'Ouganda. L’Égypte termine à la quatrième place.

## Palmarès
- Coupe d'Egypte : 2005 (entraîneur)